# Автобусні маршрути Тернополя

## Діючі маршрути
| №   | Початкова зупинка маршруту        | Середина маршруту/Найбільша проміжна зупинка           | Кінцева зупинка маршруту          | Час руху (Рекомендований)                                                         | Інтервал руху (Рекомендований)                                  | Рекомендована кількість ТЗ       | Довжина та тривалість одного рейсу | Примітки, зауваження до автобусного маршруту |
| --- | --------------------------------- | ------------------------------------------------------ | --------------------------------- | --------------------------------------------------------------------------------- | --------------------------------------------------------------- | -------------------------------- | ---------------------------------- | --- |
| 1   | Вулиця Володимира Винниченка      | Центр                                                  | Вулиця Слівенська                 | 06:25 — 21:53 (В робочі дні), 07:05 — 20:20 (У суботу), 06:19 — 20:20 (У неділю). | 8 хвилин — в робочі дні, 15 хвилин — у вихідні.                 | 8 — в робочі дні, 4 — у вихідні. | 14,6 км (60-64 хв)                 | Курсує до кладовища в селі Підгородне у святкові та поминальні дні. |
| 11  | Вулиця Олександра Довженка        | Центр                                                  | Обласна психоневрологічна лікарня | 06:29 — 22:10 (В робочі дні), 06:39 – 22:03 (У вихідні).                          | 16-17 хвилин – в робочі дні, 22 хвилини – у вихідні.            | 4 – в робочі дні, 3 – у вихідні. | 17,4 км (66 хв)                    | З 25 червня 2025 року проходить через зупинку «Технічний університет» без заїзду на вулиці Острозького, Пирогова та Гоголя. |
| 12  | Обласна дитяча лікарня            | Ринок                                                  | Вулиця Миколи Карпенка            | 06:48 — 20:18                                                                     | 13 хвилин                                                       | 7                                | 20,5 км (90 хв)                    | З 25 травня 2020 року даний автобусний маршрут було продовжено до Міської лікарні №2 та Обласної дитячої лікарні, замінивши скасований автобусний маршрут №7. Від жовтня 2023 року частково обслуговується низькопідлоговими автобусами.                                                                     |
| 13  | Вулиця Василя Симоненка           | Автовокзал                                             | Проспект Степана Бандери          | 06:20 — 23:00 (В робочі дні), 06:20 — 21:58 (У вихідні).                          | 8 хвилин — в робочі дні, 8-9 хвилин — у вихідні.                | 8 — в робочі дні, 7 — у вихідні. | 14,2 км (50-64 хв)                 | Після 17:00 автобусний маршрут курсує через Філармонію, рейси до ринку та автовокзалу не виконуються. |
| 14  | Автовокзал                        | Вулиця Василя Симоненка                                | Вулиця Лесі Українки              | 06:20 — 22:05 (В робочі дні), 06:50 – 22:03 (У вихідні).                          | 9 хвилин — в робочі дні, 11 хвилин — у вихідні.                 | 8 — в робочі дні, 6 — у вихідні. | 14,9 км (70 хв)                    | Від грудня 2024 року обслуговується низькопідлоговими автобусами. |
| 15  | Вулиця Золотогірська              | Проспект Злуки                                         | Проспект Степана Бандери          | 06:20 — 22:04 (В робочі дні), 07:08 — 22:04 (У вихідні).                          | 16 хвилин — в робочі дні, 32 хвилини — у вихідні.               | 4 — в робочі дні, 2 — у вихідні. | 18,5 км (64 хв)                    | З 25 травня 2020 року даний автобусний маршрут було продовжено до вулиці Золотогірської. З 25 червня 2025 року розділено на реверсні автобусні маршрути №15 та 25. |
| 16  | Вулиця Володимира Винниченка      | Залізничний вокзал                                     | Вулиця Київська                   | 06:53 — 23:00 (В робочі дні), 06:53 — 23:18 (У вихідні).                          | 10-11 хвилин — в робочі дні, 10 хвилин — у вихідні.             | 7                                | 18,0 км (70-74 хв)                 | Від осені 2023 року обслуговується низькопідлоговими автобусами. |
| 17  | Мікрорайон Кутківці               | Центр                                                  | Автовокзал                        | 06:45 — 20:10                                                                     | 45 хвилин — в робочі дні, 40-60 хвилин — у вихідні та канікули. | 1                                | 10,2 км                            | З виконанням ранкових рейсів через вулицю Миру у будні для довезення дітей до шкіл. Після 18:00 рейси до автовокзалу не виконуються. |
| 18  | ТРЦ «Подоляни»                    | Проспект Степана Бандери                               | Газопровід                        | 06:50 — 22:30                                                                     | 12-13 хвилин                                                    | 8                                | 27,0 км (100 хв)                   | З 25 червня 2025 року маршрут був скорочений до зупинки "Газопровід". |
| 19  | ТРЦ «Подоляни»                    | Вулиця Соломії Крушельницької                          | Вулиця Володимира Лучаковського   | 06:30 — 21:36                                                                     | 14 хвилин                                                       | 6                                | 21,7 км (84 хв)                    | З 14 грудня 2019 року почав курсувати до Міської лікарні №3 через вулиці Винниченка, Будного, Лучаковського. Від осені 2023 року частково обслуговується низькопідлоговими автобусами. |
| 20  | Вулиця Київська                   | Залізничний вокзал                                     | Автовокзал                        | 06:19 — 20:02                                                                     | 9 хвилин                                                        | 7                                | 13,0 км (64 хв)                    | З 16 травня 2022 року — переданий в склад комунального підприємства «Міськавтотранс». |
| 20А | Вулиця Київська                   | Овочевий ринок                                         | Автовокзал                        | 06:42 — 19:52                                                                     | 79 хвилин                                                       | 1                                | 13,8 км                            | З 20 травня 2020 року відновив свою роботу. З 16 травня 2022 року — переданий в склад комунального підприємства «Міськавтотранс». З 25 червня 2025 року виконує вечірні рейси до овочевого ринку. |
| 21  | Вулиця Лесі Українки              | Вулиця Бродівська                                      | ТРЦ «Подоляни»                    | 06:40 — 20:04                                                                     | 12 хвилин                                                       | 6                                | 18,8 км (72 хв)                    | 20 та 21 травня 2020 року розпочав курсувати як спецрейсовий комунальний автобусний маршрут у зв'язку з карантинними вимогами, з 22 травня 2020 року курсує в звичному режимі руху з доступом для всіх категорій громадян. 3 22 жовтня 2020 року заїжджає до Обласної дитячої лікарні на вулиці Сахарова.    |
| 22  | ТРЦ «Подоляни»                    | Залізничний вокзал                                     | Автовокзал                        | 06:33 — 19:55 (В робочі дні), 07:09 — 19:55 (У вихідні).                          | 13-25 хвилин — в робочі дні, 27-42 хвилини - у вихідні.         | 4 — в робочі дні, 2 — у вихідні. | 15,2 км (68 хв)                    | Від осені 2024 року частково обслуговується низькопідлоговими автобусами. |
| 22А | ТРЦ «Подоляни»                    | Овочевий ринок                                         | Автовокзал                        | 07:00 — 19:43                                                                     | 68 хвилин                                                       | 1 — з вівторка по неділю.        | 16,0 км                            | Виконує рейси до овочевого ринку орієнтовно до 16:32. Не працює у понеділок. |
| 23  | Мікрорайон Пронятин               | Центр                                                  | Автовокзал                        | 06:15 — 21:10                                                                     | 30 хвилин                                                       | 2                                | 17,6 км (60 хв)                    | З 25 травня 2020 року — переданий в склад комунального підприємства «Тернопільелектротранс». |
| 24  | Вулиця Новий Світ                 | ТРЦ «Подоляни»                                         | Вулиця Лесі Українки              | 06:25 — 19:26                                                                     | 36-37 хвилин                                                    | 2                                | 17,2 км (73 хв)                    | З 25 травня 2020 року — переданий в склад комунального підприємства «Тернопільелектротранс» і курсує через вулицю Київську. З 25 червня 2025 року маршрут проходить вулицями Текстильною, Леся Курбаса, Морозенка, Симоненка до вулиці Київської.                                                            |
| 25  | Вулиця Золотогірська              | Проспект Степана Бандери                               | Проспект Злуки                    | 06:28 — 21:24                                                                     | 16 хвилин — в робочі дні, 32 хвилини — у вихідні.               | 4 — в робочі дні, 2 — у вихідні. | 18,4 км (64 хв)                    | Маршрут утворений 25 червня 2025 шляхом переходу половини автобусів з маршруту №15 на реверсний до нього маршрут №25. |
| 26  | Вулиця Новий світ                 | Залізничний вокзал                                     | Автовокзал                        | 07:01 — 21:08                                                                     | 22-30 хвилин                                                    | 2                                | 8,7 км (52 хв)                     | З 25 травня 2020 року — переданий в склад комунального підприємства «Тернопільелектротранс». |
| 26А | Вулиця Новий Світ                 | Овочевий ринок                                         | Автовокзал                        | 06:40 — 19:09                                                                     | 58 хвилин                                                       | 1                                | 11,1 км                            | З 25 травня 2020 року — переданий в склад комунального підприємства «Тернопільелектротранс». Виконує рейси до Овочевого ринку орієнтовно до 16:29. |
| 27  | Обласна психоневрологічна лікарня | Залізничний вокзал                                     | Вулиця Василя Симоненка           | 06:25 — 22:11 (В робочі дні), 06:48 — 22:11 (У вихідні).                          | 14 хвилин — в робочі дні, 20-21 хвилина — у вихідні.            | 6 — в робочі дні, 4 — у вихідні. | 20,7 км (82 хв)                    | Від літа 2023 року обслуговується низькопідлоговими автобусами. |
| 28  | Село Біла                         | Залізничний вокзал                                     | Містечко Шляховиків               | 06:27 — 22:51                                                                     | 12 хвилин                                                       | 8                                | 26,2 км (96 хв)                    | Від літа 2023 року обслуговується низькопідлоговими автобусами. |
| 29  | Вулиця Михайла Вербицького        | Ринок                                                  | Вулиця Степана Будного            | 07:00 — 20:01                                                                     | 13-14 хвилин                                                    | 6                                | 18,0 км (80 хв)                    | З 25 травня 2020 року до даного автобусного маршруту було приєднано ділянку скасованого автобусного маршруту №28 — тепер він курсує з мікрорайону Канада до вулиці Лучаковського через Автовокзал. З 25 травня 2020 до 14 грудня 2024 року обслуговувався комунальним підприємством «Тернопільелектротранс». |
| 30  | Вулиця Миру                       | Залізничний вокзал                                     | Обласна дитяча лікарня            | 07:24 — 19:40                                                                     | 35 хвилин                                                       | 2 — в робочі дні.                | 16,9 км (70 хв)                    | З 16 листопада 2022 до 20 вересня 2023 року не працював. З 21 вересня 2023 року працював лише в робочі дні. З 23 грудня 2023 року не працював. З 25 червня 2025 року колишній автобусний маршрут №3 відновив свою роботу під номером 30. Не працює у вихідні.                                                |
| 31  | Газопровід                        | Вулиця Миколи Карпенка                                 | Міська лікарня №3                 | 06:20 – 20:20                                                                     | 40 хвилин                                                       | 2                                | 20,0 км (80 хв)                    | З 16 грудня 2019 року — до міської лікарні №3 курсує вулицями Дружби, Миру, Карпенка, Будного, Тролейбусною. З 25 травня 2020 року — переданий в склад комунального підприємства «Тернопільелектротранс». З 25 червня 2025 року маршрут був скорочений до зупинки "Газопровід".                              |
| 32  | Вулиця Львівська                  | Дачі села Довжанка                                     | Міське кладовище                  | 08:40 – 18:37                                                                     | 60 хвилин                                                       | 1                                | 16,4 км                            | У зимовий період курсує лише у вихідні та у поминальні дні. З квітня до грудня курсує щоденно за рахунок переходу автобуса з маршруту №1А або виїзду резервного автобуса з депо. З 28 травня 2020 року — відновлений та переданий в склад комунального підприємства «Тернопільелектротранс».                 |
| 33  | Торгово-офісний комплекс «Збруч»  | Обласний геріатричний будинок-інтернат (Село Петриків) | Дачі «Ветеран»                    | 07:00 — 18:50                                                                     | 60 хвилин                                                       | 1                                | 15,3 км                            | Курсує із виконанням рейсів до садівничих товариств «Ветеран» та інших щороку з 15 квітня до 15 жовтня. Не працює у неділю. |
| 35  | Вулиця Володимира Винниченка      | Міська лікарня №2                                      | ТРЦ «Подоляни»                    | 06:20 — 20:44 (В робочі дні), 06:46 — 20:39 (У вихідні).                          | 16 хвилин                                                       | 5                                | 22,0 км (80-81 хв)                 | З 28 травня 2020 року проходить вулицями Купчинського, Корольова, та Стуса. |
| 36  | Міська лікарня №2                 | Вулиця Соломії Крушельницької                          | Автовокзал, Вулиця Чернівецька    | 06:16 — 19:52                                                                     | 34 хвилини                                                      | 2 — в робочі дні.                | 16,5 км (68 хв)                    | З 25 травня 2020 року курсує з автовокзалу до міської лікарні №2 із заїздом на вулицю Євгена Коновальця. З 26 червня 2025 року виконанує рейси від Автовокзалу через вул. Чернівецьку та Міське кладовище постійно. Не працює у вихідні та святкові дні.                                                     |
| 37  | Овочевий ринок                    | Вулиця Слівенська                                      | Проспект Степана Бандери          | 07:10 — 18:05                                                                     | 60 хвилин                                                       | 1                                | 10,7 км                            | Відкрито 31 грудня 2020 року у складі комунального підприємства «Тернопільелектротранс». |
| 38  | Кооперативний коледж              | Вулиця Київська                                        | Вулиця Лесі Українки              | 06:38 — 20:37 (В робочі дні), 06:38 — 19:55 (У вихідні).                          | 14 хвилин — в робочі дні, 27-28 хвилин — у вихідні.             | 4 — в робочі дні, 2 — у вихідні. | 13,0 км (55 хв)                    | Відкрито у тестовому режимі 11 березня 2022 року. З 8 вересня 2022 року курсує до мікрорайону «Північний» у ранкові та вечірні години, а з 25 червня 2025 року - постійно. |
| 39  | Мікрорайон «Північний»            | Вулиця Соломії Крушельницької                          | Овочевий ринок                    | 06:37 — 20:38                                                                     | 14 хвилин                                                       | 4                                | 13,7 км (56 хв)                    | Маршрут утворений 25 червня 2025 року. |
| 40  | Центр                             | Вулиця Івана Мазепи                                    | Міське кладовище                  | 09:00 — 18:00                                                                     | 60 хвилин                                                       | 1                                | 9,7 км                             | Маршрут утворений 25 червня 2025 року з метою забезпечити уніфіковане сполучення з кладовищем у напрямку села Підгородне. |
| 42  | Вулиця Тролейбусна                | Центр                                                  | Вулиця Весела                     | 07:10 — 17:45                                                                     | 60 хвилин                                                       | 1                                | 13,9 км                            | Маршрут утворений 25 червня 2025 року. З початку липня 2025 року не працює. |
| 49  | Вулиця Новий Світ                 | Вулиця Миру                                            | Автовокзал                        | 06:32 — 18:00                                                                     | 62 хвилини                                                      | 1 — в робочі дні.                | 16,1 км                            | Курсує лише в робочі дні. З 25 травня 2020 року — в складі комунального підприємства «Тернопільелектротранс». |
| 50  | Вулиця Володимира Лучаковського   | Ринок                                                  | Газопровід                        | 06:30 — 20:57                                                                     | 17 хвилин                                                       | 4                                | 18,4 км (68 хв)                    | З 25 червня 2025 року маршрут замінив колишні автобусні маршрути №5 та №5А, які курсували до с-ща Велика Березовиця та села Острів відповідно. |
| 85  | Село Гаї-Шевченківські            | ТРЦ «Подоляни»                                         | Автовокзал                        | 07:20 — 20:52                                                                     | 80 хвилин                                                       | 1                                | 21,0 км                            | Приміський маршрут приватного перевізника. Не працює у вихідні. |

## Скасовані маршрути
| №   | Початкова зупинка маршруту        | Середина маршруту/Найбільша проміжна зупинка | Кінцева зупинка маршруту                         | Примітки, зауваження до автобусного маршруту |
| --- | --------------------------------- | -------------------------------------------- | ------------------------------------------------ | --- |
| 1   | Вулиця Миколи Карпенка            | Центр                                        | Вулиця Лесі Українки                             | Скасований внаслідок збитковості через введення майже однакового маршруту №1А (сучасний №1) та існування тодішнього тролейбусного маршруту №1. |
| 2   | Вулиця Миру                       | Вулиця Весела                                | Село Біла (Меблева фабрика)                      | З 24 лютого 2022 року припинив роботу. До цього, одна машина з автобусного маршруту №28 працювала у будні за цим маршрутом у ранкові години, починаючи з села Біла. |
| 3А  | вул. Текстильна                   | Проспект Злуки                               | 2-га міська лікарня                              | Скасований плановий автобусний маршрут, який ніколи не був випущений в мережу. |
| 5   | Вулиця Володимира Лучаковського   | Центральний ринок                            | Селище Велика березовиця                         | З 25 червня 2025 року автобусні маршрути було об'єднано в один (зі сполученням "Вулиця Лучаковського - Газопровід") |
| 5А  | Вулиця Володимира Лучаковського   | Центральний ринок                            | Село Острів                                      | З 25 червня 2025 року автобусні маршрути було об'єднано в один (зі сполученням "Вулиця Лучаковського - Газопровід") |
| 7   | Обласна дитяча лікарня            | Вулиця Лесі Українки                         | Овочевий ринок                                   | З 25 травня 2020 року — скасований внаслідок продовження автобусного маршруту №12 до Міської лікарні №2. |
| 8А  | Вулиця Карпенка                   | Ринок                                        | Селище Велика Березовиця (Острівські новобудови) | Скасований внаслідок неактуальності та існування тодішнього автобусного маршруту №5. |
| 10  | Вулиця Бродівська                 | Село Біла                                    | Вулиця Лесі Українки                             | З 10 вересня 2018 року по 31 жовтня 2019 року не працював. З 1 листопада 2019 року відновився та працював лише в робочі дні. З 19 грудня 2019 року — скасований внаслідок збитковості, яка була спричинена продовженням тролейбусного маршруту №7 через вулицю Бродівську до Центрального ринку. |
| 21  | Вулиця Коновальця                 | Центр                                        | Овочевий ринок                                   | З 2018 року з'являвся на маршруті епізодично. Скасований у травні 2020 року та був замінений сучасним автобусним маршрутом №21. |
| 24  | Вулиця Руська                     | Вулиця Текстильна                            | Вулиця Василя Симоненка                          | З IV чверті 2017 року — скасований внаслідок своєї збитковості через початок проходження тролейбусного маршруту №3 вулицею Текстильною. |
| 25  | Вулиця Золотогірська              | Центр                                        | Вулиця Лесі Українки                             | З 25 травня 2020 року — скасований внаслідок продовження автобусного маршруту №15 до вулиці Золотогірська. |
| 26  | Вулиця Володимира Лучаковського   | Ринок                                        | БГ «Епіцентр»                                    | З 25 травня 2020 року — скасований внаслідок введення нового автобусного маршруту №21 через БГ «Епіцентр» та скасування автобусного маршруту №28. |
| 28  | Вулиця Володимира Лучаковського   | Автовокзал                                   | Овочевий ринок                                   | З 25 травня 2020 року — скасований внаслідок продовження автобусного маршруту №29 до вулиці Лучаковського. |
| 28А | Вулиця Володимира Лучаковського   | Залізничний вокзал                           | БГ «Епіцентр»                                    | З червня 2016 року — скасований внаслідок запуску тепер вже недіючих автобусних маршрутів №21, 26 та 28. |
| 30  | Обласна психоневрологічна лікарня | Вулиця Київська                              | Вулиця Академіка Корольова                       | З 3 січня 2018 року з'являвся на лінії епізодично. З 25 травня 2020 року — остаточно скасований, можливо, через введення нового комунального автобусного маршруту №21 та зміну комунального автобусного маршруту №35.                                                                            |
| 34  | Міська лікарня №2                 | Вулиця Київська                              | Село Біла (Новобудови)                           | З 25 травня 2020 року — скасований через введення нового комунального автобусного маршруту №21 та зміну такого ж комунального автобусного маршруту №35 та автобусного маршруту №36. |
| 35  | вул. Симоненка                    | вул. Глибока                                 | вул. Руська                                      | Скасований автобусний маршрут. |
| 37  | Мікрорайон «Кутківці»             | Центр                                        | Вулиця Лесі Українки                             | Скасований автобусний маршрут. |
| 38  | Ринок                             | Збаразьке кільце                             | Село Смиківці                                    | Скасований автобусний маршрут. |

Детальніше про зупинки громадського транспорту Тернополя.

## Перевізники
Згідно з результом конкурсу, що відбувся 22 квітня 2025 року, автобусні маршрути Тернополя обслуговують 9 перевізників:
- КП «Тернопільелектротранс» — маршрути №1, 21, 23, 24, 26, 26А, 31, 32, 35, 37, 49.
- КП «Міськавтотранс» — маршрути №11, 15, 18, 20, 20А, 25, 36, 38, 40, 50.
- ПП «Тернвояж» — маршрут №14.
- ТзОВ «АТК «Еталон-Сіті» — маршрути №12, 16.
- ТзОВ «Менс-Авто» — маршрути №19, 30.
- ПрАТ «Тернопільське АТП-16127» — маршрути №22, 22А.
- ТзОВ «Терн Транс Сервіс» — маршрути №13, 28, 42.
- ТзОВ «Мега-Сервіс» — маршрути №17, 39.
- ТзОВ «Назар-Транс» — маршрути №27, 29, 33.

## Нова мережа громадського транспорту
З 25 червня 2025 року розпочинає працювати оновлена мережа громадського транспорту, завданням якої є зробити зручнішим та гнучкішим транспорт, а також покращити сполучення з окремими районами міста. Впроваджуються такі зміни:
- Введення чотирьох нових автобусних маршрутів: №25, 39, 40 та 42.
- Відновлення колишнього автобуного маршруту №3 під новим номером №30.
- Наскрізна нумерація: Зміни в номерах маршрутів №1А - 1, №3 - 30, №4 - 24, №6 - 26, №6А - 26А, №8 - 28, №9 - 49.
- Об'єднання колишніх автобусних маршрутів №5 та 5А в один - №50 зі скороченням їх маршруту до зупинки "Газопровід".
- Скорочення маршрутів №18 та 31, що курсували до Містечка Шляховиків, до зупинки "Газопровід".
- Розділення маршруту №15 на два: №15 та 25.
- Зміна маршрутизації для двох маршрутів: №11 тепер курсує через зупинку "Технічний Університет" в напрямку Східного масиву; №24 (колишній четвертий) від вул. Збаразької до вул. Київської через вул. Текстильну, Курбаса, Морозенка та Симоненка.
- Автобусний маршрут №36 тепер виконує рейси до вул. Чернівецької та міського кладовища постійно (з 26 червня 2025 року).
- Автобусний маршрут №38 тепер виконує рейси до північного мікрорайону постійно.
- Збільшення кількості автобусів, що працюють на маршрутах: №19 з 4 до 6 (у вихідні); №21 з 4 до 6; №28 з 5 до 8 (у вихідні) та №38 з 3 до 4 (в робочі дні).
- Зменшення кількості автобусів, що працюють на маршрутах: №11 з 5 до 4; №13 з 10 до 8 (в робочі дні); №15 з 10 до 4 (в робочі дні); №15 з 7 до 4 (у вихідні); №18 з 10 до 8 (в робочі дні); №19 з 7 до 6 (в робочі дні), №38 з 3 до 2 (у вихідні) та №50 з 5 до 4.
- Зміна графіків руху більшості наявних маршрутів.